# Gelis nigritulus
Gelis nigritulus là một loài tò vò trong họ Ichneumonidae.